# Nuits blanches à New York
Pour plus de détails, voir Fiche technique et Distribution.
Nuits blanches à New York (titre original en anglais The New Twenty) est un film américain de Chris Mason Johnson tourné en 2008 et sorti en 2009. Le scénario est d'Ishmael Chawla et de Chris Mason Johnson.

## Synopsis
Cinq amis homosexuels, à presque la trentaine et qui se connaissent depuis la fac, vont à la découverte d'eux-mêmes avec l'insouciance de jeunes gens de vingt ans. Leurs aventures sentimentales leur font franchir des obstacles, mais leur amitié résistera-t-elle ?

## Fiche technique
- Titre : Nuits blanches à New York
- Titre original : The New Twenty
- Réalisation : Chris Mason Johnson
- Scénario : Ishmael Chawla et Chris Mason Johnson
- Musique : Jeff Toyne
- Photographie : David Tumblety
- Montage : Todd Holmes et Adam Raponi
- Production : Aina Abiodun et Chris Mason Johnson
- Société de production : Serious Productions et The Park Entertainment
- Société de distribution : Wolfe Releasing (États-Unis)
- Pays :  États-Unis
- Genre : Drame
- Durée : 92 minutes
- Dates de sortie : 
  -  États-Unis : 12 juillet 2008 (Outfest Film Festival), 20 mars 2009
  -  France : 23 mars 2010 (DVD)

## Distribution
- Bill Sage : Robert Cameron
- Terry Serpico : Louie Kennick
- Nicole Bilderback (en) : Julie Kim
- Colin Fickes : Ben Barr
- Andrew Wei Lin : Tony Kim
- Ryan Locke : Andrew Hatch
- Thomas Sadoski : Felix Canavan
- Cordelia Reynolds : Lucy
- Karen Olivo : Bethany
- Heather Litteer : Nadia
- Larisa Polonsky : Vera
- Bridget Moloney : Samantha
- Michael Sirow : Matt
- Matt Kerr : Cheesy guy
- Scott DuQuette : le coureur
- Larry Pine : le vieux cow boy